# Matthew Laborteaux
Matthew Charles Labyorteaux (ur. 8 grudnia 1966 w Los Angeles) – amerykański aktor dziecięcy, który kontynuował karierę także we wczesnej dorosłości, a od połowy lat 90. zajął się głównie dubbingiem. Brat aktora Patricka Labyorteaux. Obaj zostali adoptowani i biologicznie nie są spokrewnieni.
Odtwórca roli Alberta Quinna Ingallsa w serialu NBC Domek na prerii (1976–1983), za którą był dwukrotnie nominowany do Young Artist Award dla najlepszego młodego aktora w serialu dramatycznym (1983, 1984). 

## Życiorys
Urodził się w Los Angeles w Kalifornii z autyzmem i dziurą w sercu. W wieku dziewięciu miesięcy został adoptowany przez aktorkę Frances Marshall, urodzoną jako Frances Mae „Frankie” Newman (1927–2012), i projektanta wnętrz, agenta talentów Ronalda „Rona” Labyorteaux (1930–92). Został niewłaściwie zdiagnozowany jako „psychotyczny” przez lekarzy i pracowników opieki społecznej. Przez pierwsze pięć lat życia uważano go za autystycznego i do trzeciego roku życia nie mógł chodzić ani mówić do piątego roku życia. Jego objawy autyzmu można było złagodzić poprzez zmiany w diecie i stopniowo zaczęły zanikać, zanim miał siedem lat. Wychowywał się ze starszym bratem Patrickiem Francisem (ur. 22 lipca 1965) i siostrą Jane.
Poznał aktorstwo od kulis, gdy jego matka, aktorka, zabrała go na przesłuchania. Po raz pierwszy trafił przed kamery jako Angelo Longhetti w melodramacie Johna Cassavetesa Kobieta pod presją (1974) z Geną Rowlands i Peterem Falkiem. Następnie wystąpił w odcinku serialu ABC Rekruci (The Rookies, 1975) z Kate Jackson. Wziął udział w kilkudziesięciu filmach, serialach i reklamach, a rozpoznawalność przyniosła mu postać Alberta Ingallsa w serialu Domek na prerii i towarzyszących mu filmach, odtwarzana w latach 1976–1983. Od 5 października 1983 do 2 czerwca 1984 grał rolę Richiego Adlera w serialu przygodowym CBS Whiz Kids, za którą zdobył nominację do Young Artist Award dla najlepszego młodego aktora w nowym serialu telewizyjnym (1984). 
17 lipca 2020 zawarł związek małżeński z Leslie.

## Filmografia

### Filmy
- 1974: Kobieta pod presją jako Angelo Longhetti
- 1986: Przyjaźń na śmierć i życie jako Paul Conway
- 1998: Mulan – głosy
- 2006: I ty możesz zostać bohaterem – głosy
- 2009: Ślubne wojny – głosy
- 2013: Zrywa się wiatr – głosy
- 2018: Nowa generacja – głosy

### Seriale
- 1976–1983: Domek na prerii jako Albert Quinn Ingalls / młody Charles Ingalls
- 1982: Statek miłości jako Chip Bronson
- 1985: Niesamowite historie jako Andy
- 1985: Autostrada do nieba jako Matt Haynes
- 1990: Paradise, znaczy raj jako Sam Devitt
- 1995: Prawdziwe potwory jako Rob / Chuck (głosy)
- 2005–2008: Yu-Gi-Oh! GX jako Jaden Yuki / Najwyższy Król (głosy)
- 2007: Klub Winx jako Nabu (głos)

### Gry komputerowe
- 2011: Star Wars: The Old Republic – głosy